# Philipp Friedrich von Breuner (Fürstbischof)

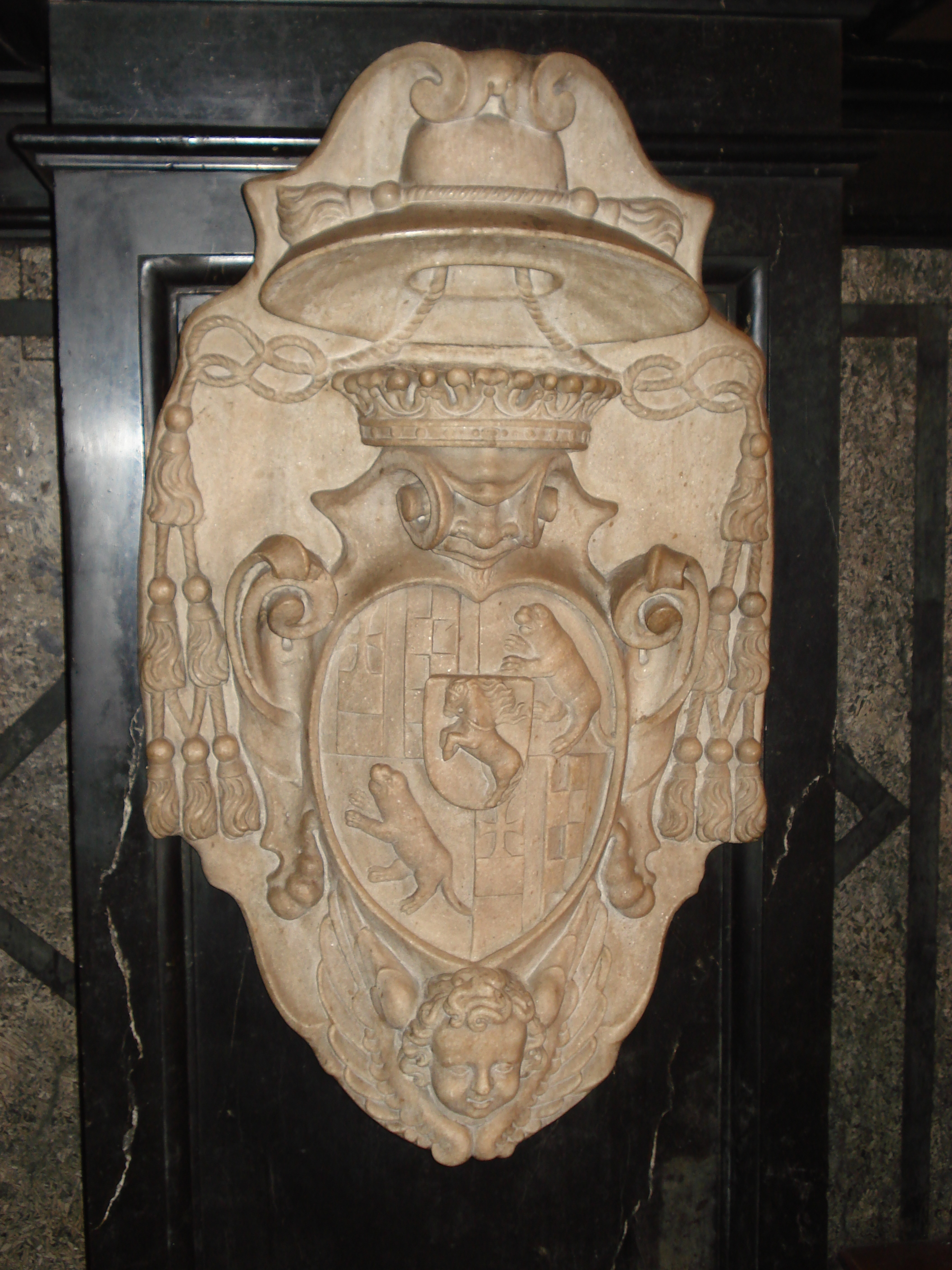
St. Stephan, Wappen von Fürstbischof Breuner auf dem Hochaltar

Philipp Friedrich Graf von Breuner (* 1597 in Raab, Ungarn; † 22. Mai 1669 in Wien) war katholischer Weihbischof von Olmütz und Fürstbischof der Diözese Wien.

## Leben
Philipp von Breuner war Sohn eines Feldzeugmeisters und Hofkriegsrates aus der österreichischen Adelsfamilie Breuner. Von 1617 bis 1621 studierte er als Alumne des Collegium Germanicum an der Päpstlichen Universität Gregoriana in Rom und schloss das Studium mit dem Doktorat ab.
Am 8. Dezember 1621 empfing er in Nikolsburg die Priesterweihe und wurde am 9. September 1630 zum Weihbischof in Olmütz sowie zum Titularbischof von Ioppe ernannt. Die Bischofsweihe empfing er am 5. September 1635. Er war außerdem Kanoniker in Olmütz, Breslau und Regensburg sowie Propst in Brünn. Kaiser Ferdinand III. bestellte ihn am 5. Mai 1639 zum Fürstbischof von Wien, Papst Urban VIII. bestätigte ihn am 5. September 1639. Am 26. Dezember 1639 wurde er im Stephansdom installiert.
Er wird als frommer Bischof beschrieben, sorgte sich um die Seelsorge und die Predigttätigkeit der Priester. Für die immer größer werdenden Vorstädte Wiens legte er die Pfarrgrenzen neu fest. Den von Fürstbischof Anton Wolfradt im Jahr 1632 nach den Plänen von Giovanni Coccapani begonnenen Neubau des Fürstbischöflichen Palais konnte er 1641 abschließen.
Der Fürstbischof ließ im Stephansdom den monumentalen Hochaltar errichten und schloss mit dem aus Konstanz zugewanderten Steinmetzmeister und Bildhauer Johann Jacob Pock am 1. März 1641 einen Vertrag ab. Sein erster Dombaumeister war Simon Humpeller, ihm folgten 1641 Hans Herstorffer, danach 1654 Adam Haresleben. Das große Altarblatt malte Tobias Pock, Bruder des Bildhauers. Nach etlichen Verzögerungen konnte er dieses Werk am 19. Mai 1647 feierlich weihen. Auf dem Altar wurde sein marmornes Wappen befestigt. Er ließ auch das neue Domherrengestühl schnitzen.
Am 18. Mai 1647 weihte er die Säule, gekrönt von der Statue der Unbefleckten Empfängnis vor der Kirche am Hof (Vorbild die Mariensäule von München vor dem Rathaus). An diesem Tag versprach Kaiser Ferdinand III., das Fest der Immaculata Conceptio am 8. Dezember in seinem Herrschaftsbereich feierlich zu begehen.
Fürstbischof Graf Breuner ist im Frauenchor des Wiener Stephansdoms begraben.